# Bobsleigh à quatre masculin aux Jeux olympiques de 2022
Navigation
Pyeongchang 2018 Milan 2026
L'épreuve masculine de bob à quatre des Jeux olympiques d'hiver de 2022 a lieu le 19 et le 20 février 2022, dernière épreuve sur la piste de glace. Deux des trois équipages allemands montent sur le podium avec le pilote Francesco Friedrich qui conserve son titre de 2018, doublant avec l'épreuve de bob à deux.

## Déroulement de la compétition
Les coupe du monde 2021-2022 a vu le sacre du pilote allemand Friedrich devant le Canadien Justin Kripps ; Francesco Friedrich reste sur une série de 4 titres de champion du monde.
Dans la première manche, le premier record de piste est à mettre à l'actif des allemands piloté par Lochner en 58 s 13 mais les meilleurs temps des autres manches seront réalisé par l'autre équipage de Friedrich. Les deux équipage allemands se tiennent à trois petits centièmes d'avance .
Pour les deux dernières manches, Friedrich conforte son avance et remporte donc sa quatrième médaille d'or olympique : doublé à PyeongChang 2018 et doublé à Beijing 2022.

## Calendrier
| Date       | Heure | Épreuve                      |
| ---------- | ----- | ---------------------------- |
| 16 février | 09:40 | entraînement - Manche 1 et 2 |
| 17 février | 09:42 | entraînement - Manche 3 et 4 |
| 18 février | 09:42 | entraînement - Manche 5 et 6 |
| 19 février | 09:30 | Manche 1                     |
| 19 février | 11:05 | Manche 2                     |
| 20 février | 09:30 | Manche 3                     |
| 20 février | 11:20 | Manche 4                     |

## Médaillés
| Or                                                                                                | Argent                                                                                         | Bronze                                                                            |
| Allemagne- Francesco Friedrich - Thorsten Margis - Candy Bauer - Alexander Schüller 3 min 54 s 30 | Allemagne- Johannes Lochner - Florian Bauer - Christopher Weber - Christian Rasp 3 min 54 s 67 | Canada- Justin Kripps - Ryan Sommer - Cameron Stones - Ben Coakwell 3 min 55 s 09 |

## Résultats
| Rang                                | #  | Athlète                                                              | Nation          | Manche 1  | Manche 1 | Manche 2  | Manche 2 | Manche 3  | Manche 3 | Manche 4  | Manche 4 | Total     | Total     |
| Rang                                | #  | Athlète                                                              | Nation          | Temps (s) | Rang     | Temps (s) | Rang     | Temps (s) | Rang     | Temps (s) | Rang     | Temps (s) | Écart (s) |
| ----------------------------------- | -- | -------------------------------------------------------------------- | --------------- | --------- | -------- | --------- | -------- | --------- | -------- | --------- | -------- | --------- | --------- |
| Médaille d'or, Jeux olympiques      | 4  | Francesco Friedrich Thorsten Margis Candy Bauer Alexander Schüller   | Allemagne       | 58.29     | 2        | 58.71     | 1        | 58.17     | 1        | 59.13     | 1        | 3:54.30   | —         |
| Médaille d'argent, Jeux olympiques  | 6  | Johannes Lochner Florian Bauer Christopher Weber Christian Rasp      | Allemagne       | 58.13 TR  | 1        | 58.90     | 3        | 58.34     | 2        | 59.30     | 5        | 3:54.67   | +0.37     |
| Médaille de bronze, Jeux olympiques | 5  | Justin Kripps Ryan Sommer Cam Stones Ben Coakwell                    | Canada          | 58.38     | 3        | 59.00     | 5        | 58.44     | 5        | 59.27     | 3        | 3:55.09   | +0.79     |
| 4                                   | 12 | Christoph Hafer Michael Salzer Matthias Sommer Tobias Schneider      | Allemagne       | 58.60     | 5        | 58.95     | 4        | 58.35     | 3        | 59.25     | 2        | 3:55.15   | +0.85     |
| 5                                   | 9  | Oskars Ķibermanis Dāvis Spriņģis Matīss Miknis Edgars Nemme          | Lettonie        | 58.70     | 7        | 58.86     | 2        | 58.41     | 4        | 59.30     | 5        | 3:55.27   | +0.97     |
| 6                                   | 8  | Brad Hall Taylor Lawrence Nick Gleeson Greg Cackett                  | Grande-Bretagne | 58.60     | 5        | 59.09     | 6        | 58.65     | 6        | 59.38     | 7        | 3:55.72   | +1.42     |
| 7                                   | 7  | Rostislav Gaitiukevich Mikhail Mordasov Pavel Travkin Aleksei Laptev | ROC             | 58.54     | 4        | 59.24     | 8        | 58.81     | 7        | 59.56     | 14       | 3:56.15   | +1.85     |
| 8                                   | 14 | Maxim Andrianov Alexey Zaitsev Vladislav Zharovtsev Dmitrii Lopin    | ROC             | 58.82     | 9        | 59.30     | 9        | 59.03     | 9        | 59.40     | 8        | 3:56.55   | +2.25     |
| 9                                   | 15 | Christopher Spring Cody Sorensen Sam Giguère Mike Evelyn             | Canada          | 59.10     | 12       | 59.33     | 10       | 59.10     | 10       | 59.46     | 11       | 3:56.99   | +2.69     |
| 10                                  | 13 | Hunter Church Joshua Williamson Kristopher Horn Charlie Volker       | États-Unis      | 58.91     | 11       | 59.70     | 19       | 58.96     | 8        | 59.49     | 13       | 3:57.06   | +2.76     |
| 11                                  | 11 | Michael Vogt Luca Rolli Cyril Bieri Sandro Michel                    | Suisse          | 59.23     | 13       | 59.22     | 7        | 59.18     | 12       | 59.44     | 9        | 3:57.07   | +2.77     |
| 12                                  | 10 | Benjamin Maier Sascha Stepan Markus Sammer Kristian Huber            | Autriche        | 58.76     | 8        | 59.46     | 11       | 59.17     | 11       | 1:00.10   | 20       | 3:57.49   | +3.19     |
| 13                                  | 2  | Mihai Tentea Raul Dobre Ciprian Daroczi Cristian Radu                | Roumanie        | 58.87     | 10       | 59.55     | 13       | 59.30     | 14       | 59.93     | 18       | 3:57.65   | +3.35     |
| 13                                  | 17 | Frank Del Duca Carlo Valdes James Reed Hakeem Abdul-Saboor           | États-Unis      | 59.26     | 14       | 59.56     | 15       | 59.39     | 17       | 59.44     | 9        | 3:57.65   | +3.35     |
| 15                                  | 3  | Patrick Baumgartner Eric Fantazzini Alex Verginer Lorenzo Bilotti    | Italie          | 59.36     | 17       | 59.72     | 20       | 59.34     | 15       | 59.28     | 4        | 3:57.70   | +3.40     |
| 16                                  | 25 | Sun Kaizhi Wu Qingze Wu Zhitao Zhen Heng                             | Chine           | 59.38     | 18       | 59.65     | 18       | 59.47     | 19       | 59.47     | 12       | 3:57.97   | +3.67     |
| 17                                  | 27 | Li Chunjian Ding Song Ye Jielong Shi Hao                             | Chine           | 59.31     | 16       | 59.55     | 13       | 59.46     | 18       | 59.66     | 17       | 3:57.98   | +3.68     |
| 18                                  | 20 | Won Yun-jong Kim Jin-su Jung Hyun-woo Kim Dong-hyun                  | Corée du Sud    | 59.45     | 19       | 59.60     | 16       | 59.38     | 16       | 59.59     | 15       | 3:58.02   | +3.72     |
| 19                                  | 18 | Romain Heinrich Lionel Lefebvre Dorian Hauterville Jérôme Laporal    | France          | 59.29     | 15       | 59.53     | 12       | 59.29     | 13       | 1:00.06   | 19       | 3:58.17   | +3.87     |
| 20                                  | 1  | Edson Bindilatti Rafael da Silva Erick Jeronimo Edson Martins        | Brésil          | 59.49     | 20       | 59.60     | 16       | 59.78     | 23       | 59.61     | 16       | 3:58.48   | +4.18     |
| 21                                  | 21 | Dominik Dvořák Jan Šindelář Jakub Nosek Dominik Záleský              | Tchéquie        | 59.71     | 23       | 59.80     | 21       | 59.65     | 22       | NC        | NC       | 2:59.16   | NC        |
| 22                                  | 22 | Markus Treichl Markus Glueck Sebastian Mitterer Robert Eckschlager   | Autriche        | 59.53     | 21       | 1:00.07   | 24       | 59.59     | 21       | NC        | NC       | 2:59.19   | NC        |
| 23                                  | 16 | Taylor Austin Daniel Sunderland Chris Patrician Jacob Dearborn       | Canada          | 59.67     | 22       | 59.81     | 22       | 59.79     | 24       | NC        | NC       | 2:59.27   | NC        |
| 24                                  | 19 | Simon Friedli Adrian Fassler Fabio Badraun Andreas Haas              | Suisse          | 59.71     | 23       | 1:00.01   | 23       | 59.57     | 20       | NC        | NC       | 2:59.29   | NC        |
| 25                                  | 24 | Suk Young-jin Kim Hyeong-geun Kim Tae-yang Shin Ye-chan              | Corée du Sud    | 59.74     | 25       | 1:00.31   | 26       | 59.91     | 25       | NC        | NC       | 2:59.96   | NC        |
| 26                                  | 23 | Ivo de Bruin Jelen Franjic Janko Franjic Dennis Veenker              | Pays-Bas        | 59.85     | 26       | 1:00.07   | 24       | 1:00.08   | 27       | NC        | NC       | 3:00.00   | NC        |
| 27                                  | 28 | Mattia Variola Robert Mircea Alex Pagnini Delmas Obou                | Italie          | 1:00.25   | 27       | 1:00.33   | 27       | 1:00.07   | 26       | NC        | NC       | 3:00.65   | NC        |
| 28                                  | 26 | Shanwayne Stephens Ashley Watson Rolando Reid Matthew Wekpe          | Jamaïque        | 1:00.80   | 28       | 1:01.39   | 28       | 1:01.23   | 28       | NC        | NC       | 3:03.42   | NC        |